# Idoteidae incertae sedis whitei
Idoteidae incertae sedis whitei is een pissebed uit de familie Idoteidae. De wetenschappelijke naam van de soort is voor het eerst geldig gepubliceerd in 1864 door Stimpson.